# Wood Heights (Misuri)
Wood Heights es una ciudad ubicada en el condado de Ray en el estado estadounidense de Misuri. En el Censo de 2010 tenía una población de 717 habitantes y una densidad poblacional de 121,1 personas por km².

## Geografía
Wood Heights se encuentra ubicada en las coordenadas 39°20′30″N 94°9′47″O / 39.34167, -94.16306. Según la Oficina del Censo de los Estados Unidos, Wood Heights tiene una superficie total de 5.92 km², de la cual 5.91 km² corresponden a tierra firme y (0.26%) 0.02 km² es agua.

## Demografía
Según el censo de 2010, había 717 personas residiendo en Wood Heights. La densidad de población era de 121,1 hab./km². De los 717 habitantes, Wood Heights estaba compuesto por el 96.65% blancos, el 1.53% eran afroamericanos, el 0.14% eran amerindios, el 0% eran asiáticos, el 0% eran isleños del Pacífico, el 0.42% eran de otras razas y el 1.26% pertenecían a dos o más razas. Del total de la población el 2.09% eran hispanos o latinos de cualquier raza.